# 난부 노부요리
난부 노부요리(일본어: 南部信依, なんぶ のぶより, 1747년 3월 20일 ~ 1781년 7월 27일)는 하치노헤번의 6대 번주이다. 관위는 종5위하, 가이노카미(甲斐守)이다.
5대 번주 난부 노부오키의 장남으로 태어났다. 1765년, 아버지가 은거하면서 그 뒤를 이어 번주가 되었다. 1767년부터 마사키 다로다유(正木太郎太夫)에게 병학(兵學)을 배운 영향을 받아 1770년에 무예훈련소를 세우고 무예를 장려했다. 하지만 1775년에 흉작과 대기근을 맞이한 탓에 번의 살림은 매우 어려워졌다. 1781년, 장남 노부후사에게 번주직을 양위하고 은거하였고, 그해 음력 6월 7일, 35세의 나이로 사망하였다.
| 전임 난부 노부오키 | 제6대 하치노헤번 번주 1765년 ~ 1781년 | 후임 난부 노부후사 |